# Agricultura incaica

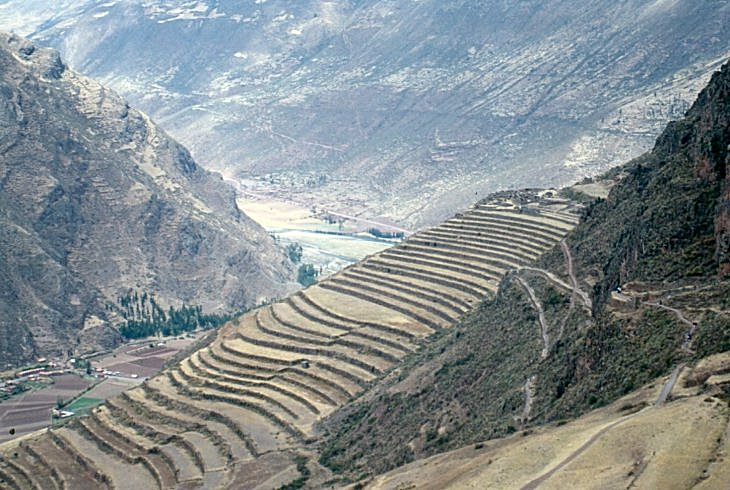
Andenes en el Valle Sagrado de los Incas (Písac)

La agricultura incaica representa la culminación de miles de años de agricultura y pastoreo; en las altas montañas de los Andes, los desiertos costeros y las selvas tropicales de la cuenca del Amazonas; en América del Sur. Estos tres ambientes radicalmente diferentes fueron todos parte del Imperio incaico (1438-1532) y requerían diferentes tecnologías para la agricultura. La agricultura incaica también se caracterizó por la variedad de cultivos, la falta de un sistema de mercado y dinero, y los mecanismos únicos por los cuales los incas organizaron su sociedad. La civilización andina era «prístina», una de las seis civilizaciones en todo el mundo que eran autóctonas y no derivadas de otras civilizaciones. La mayoría de los cultivos andinos y los animales domésticos eran igualmente prístinos, desconocidos para otras civilizaciones. La papa, el tomate, el ají y la quinua se encontraban entre los muchos cultivos únicos; los camélidos (llamas y alpacas) y los cuyes eran los únicos animales domesticados.
La civilización inca fue predominantemente agrícola. Los incas debieron superar las adversidades del terreno andino y del clima. Su adaptación de tecnologías agrícolas que habían sido desarrolladas por culturas anteriores permitió a los incas organizar la producción de una diversa gama de cultivos de la costa árida, las montañas altas y frías y las regiones selváticas cálidas y húmedas, que luego pudieron redistribuir. a pueblos que no tenían acceso a las otras regiones. Estos logros tecnológicos en la agricultura no hubieran sido posibles sin la mano de obra que estaba a disposición del Inca, así como el sistema de caminos (Qhapaq Ñan) y extensos sistemas de almacenamiento (colcas) que les permitían cosechar y almacenar alimentos y distribuirlo por todo su imperio.

## Medio ambiente

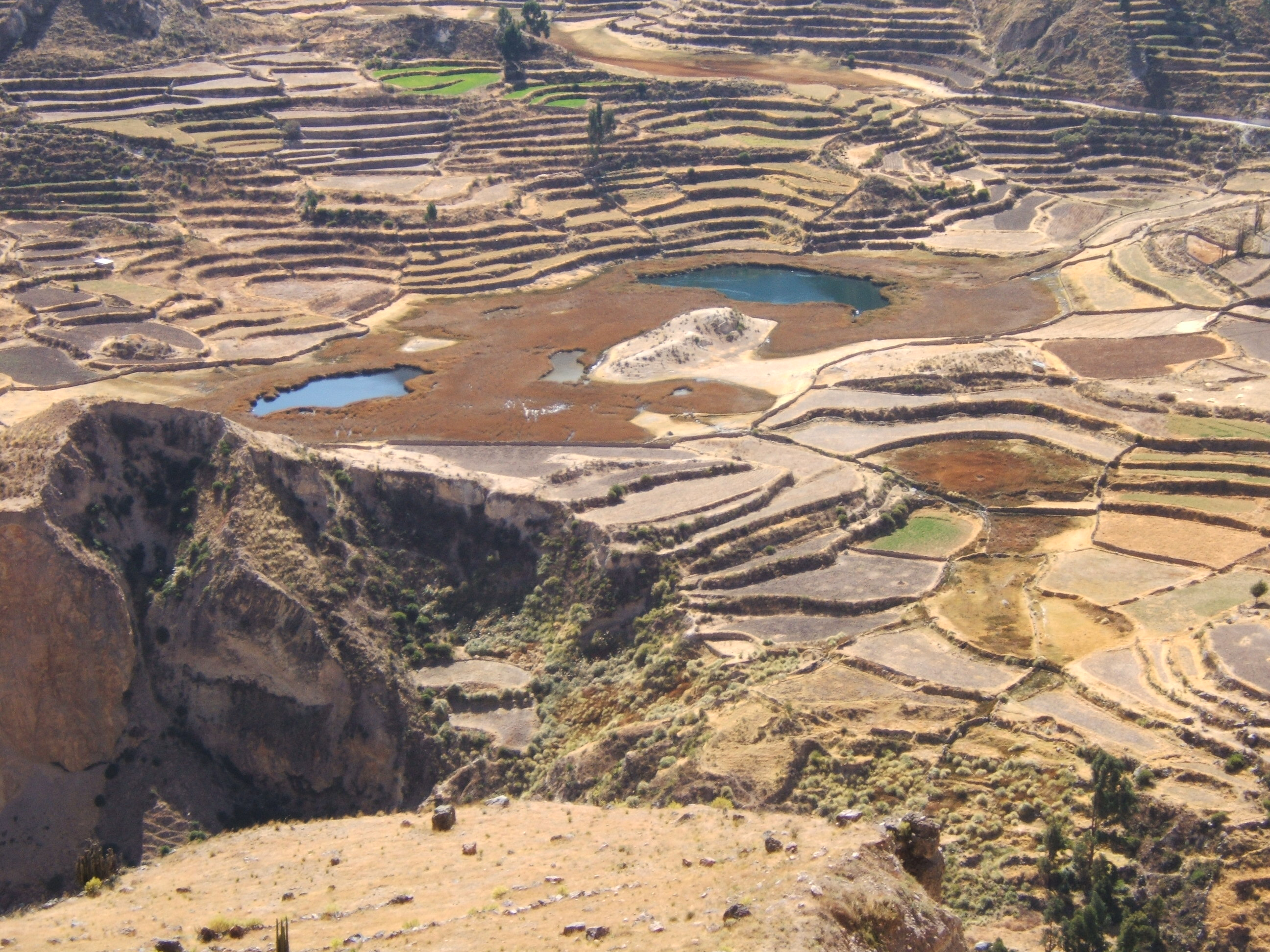
Se construyeron andenes para permitir la agricultura en el accidentado terreno andino.

El corazón del Imperio incaico estaba en las altas mesetas y montañas de los Andes del Perú. Esta área se encuentra principalmente por encima de los 3000 metros sobre el nivel del mar y se caracteriza por precipitaciones bajas o estacionales, bajas temperaturas y suelos poco densos. Las temperaturas bajo cero pueden ocurrir en todos los meses del año en estas altitudes.
Hacia el oeste de los Andes se encuentra el Océano Pacífico, cuya costa a menudo se le denomina el desierto más seco del mundo. La agricultura sólo es posible con las aguas de riego de los numerosos ríos que nacen en los Andes y cruzan el desierto hasta el océano. Hacia el este de los Andes se encuentran las escarpadas estribaciones sobre la cuenca del Amazonas, un área de abundantes lluvias, vegetación exuberante y temperaturas tropicales o subtropicales.

## Organización

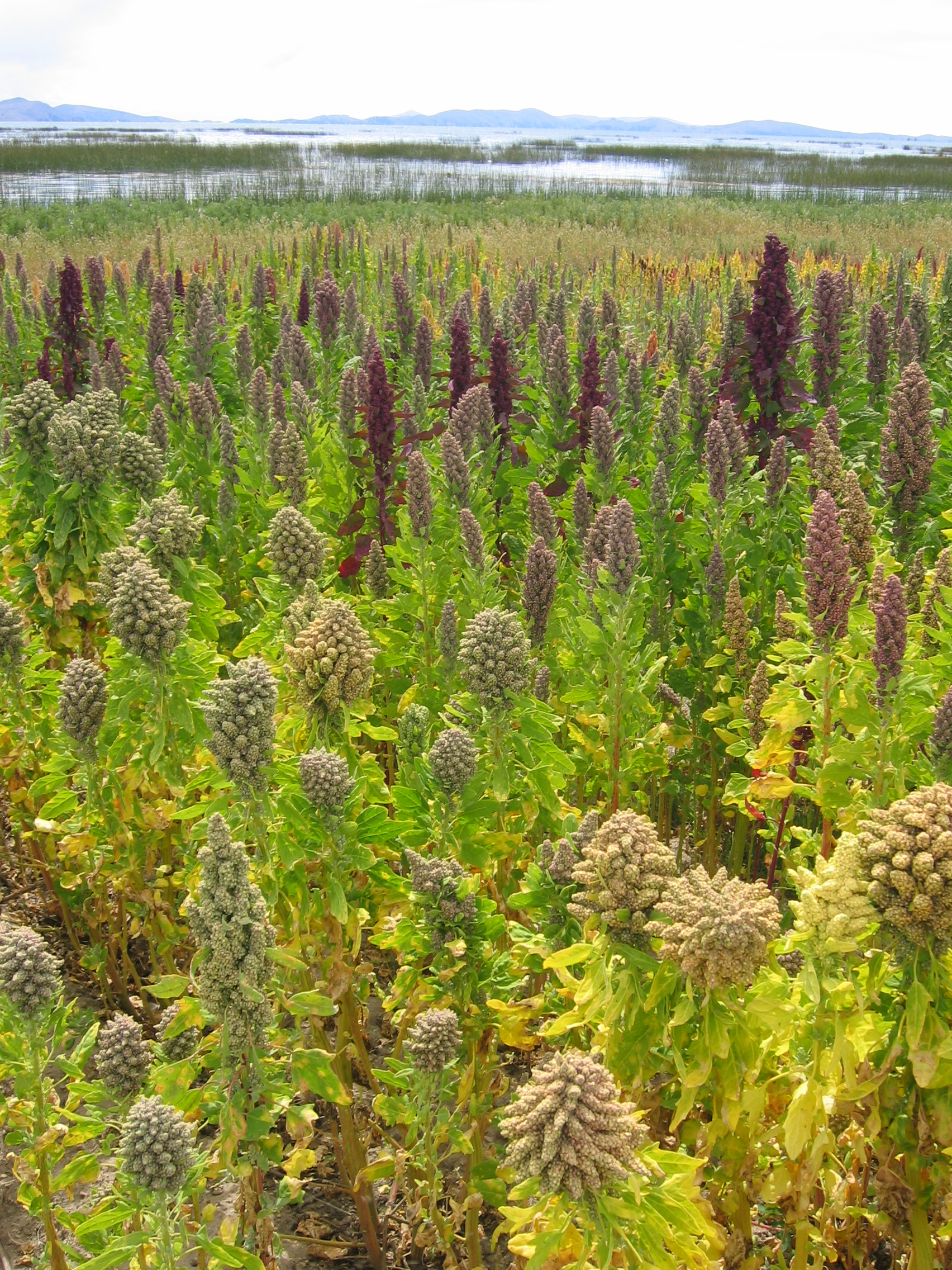
Campo de quinua cerca del lago Titicaca.

En el Imperio incaico, la sociedad estaba estrechamente organizada. La tierra se dividió en partes aproximadamente iguales para el emperador, la religión del estado y los propios agricultores. El líder del aillu asignaba tierras a los agricultores individuales. Las asignaciones de tierra a agricultores individuales dependían del parentesco, el estatus social y el número de miembros de la familia. Se esperaba que los agricultores produjeran su propio sustento a partir de la tierra que se les asignaba. En lugar de pagar impuestos sobre su producción, los agricultores debían trabajar en las tierras del emperador y la religión del estado durante períodos designados. En las tierras estatales, los incas proporcionaban los insumos —semillas, fertilizantes y herramientas— a los agricultores. Los agricultores contribuían con su trabajo. Las comunidades eran esencialmente autosuficientes, cultivaban una variedad de cultivos, pastoreaban camélidos y tejían telas.
La propiedad privada existía en forma de haciendas reales, especialmente en el Valle Sagrado, cerca de la capital incaica del Cuzco. Los emperadores solían reservar grandes cantidades de tierra para su propio uso y explotación, y los descendientes heredaban la propiedad después de la muerte del emperador. El famoso sitio arqueológico de Machu Picchu era una propiedad del Inca. Las propiedades del Inca utilizaban mano de obra local, pero también estaban a cargo de una clase de sirvientes llamados yanaconas que estaban gobernados directamente por la nobleza incaica y estaban fuera del sistema de parentesco del aillu. En algunas áreas, como el valle de Cochabamba en Bolivia, las fincas estatales se dedicaron a la producción de maíz, el cultivo predilecto de los incas, pero que no podía cultivarse en las elevaciones más altas de los Andes.
En los valles de los oasis en la costa del desierto, la población estaba más especializada, dividida principalmente en agricultores y pescadores con relaciones comerciales entre los dos.

## Seguridad alimentaria
En los Andes, las elevaciones altas y frías, la escasez de tierras planas y la incertidumbre climática fueron los principales factores que influyeron en los agricultores. Los incas, los líderes locales de los aillus y los agricultores individuales redujeron el riesgo de malas cosechas con una variedad de medidas. El archipiélago vertical fue una característica de la agricultura andina e incaica. Solo se podían cultivar diferentes cultivos en los climas asociados con ciertas elevaciones y la gente del imperio diversificó su producción agrícola estableciendo colonias y reciprocidad con poblaciones que vivían en elevaciones diferentes, generalmente más bajas que en el centro del imperio. Además, la tierra asignada a las autoridades locales, los aillus, a menudo no era contigua, sino que estaba dispersa en diferentes elevaciones y climas para producir diferentes productos. El intercambio de productos entre las tierras dispersas se llevó a cabo sobre una base recíproca en lugar de intercambiarse comercialmente.
Los incas pusieron gran énfasis en el almacenamiento de productos agrícolas, construyendo miles de colcas en cada centro importante de su imperio ya lo largo de su extenso sistema de caminos. Las ubicaciones en las laderas se usaron para conservar los alimentos almacenados utilizando el aire fresco natural y el viento para ventilar las áreas de la habitación y el piso. Los canales de drenaje y los pisos de grava en las colcas ayudaron a mantener secos los alimentos. Los alimentos se podían almacenar hasta dos años en estos graneros antes de que se echen a perder debido a la ventilación y el drenaje. La cecina, el chuño, el maíz y la quinua se encontraban entre los cultivos almacenados en grandes cantidades para el aprovisionamiento del ejército y la burocracia incas y como protección contra los malos años de cosecha. Se mantuvieron registros cuidadosos de los productos y las cantidades almacenadas en los quipus, que los incas usaban en lugar del lenguaje escrito.
Los agricultores y las comunidades tenían varias técnicas para reducir su riesgo. Los agricultores generalmente tenían muchas parcelas de tierra diferentes y dispersas en las que plantaban una variedad de cultivos. Si uno o más cultivos fracasaron, otros podrían ser productivos. En muchas áreas de los Andes, los agricultores, las comunidades y el Estado incaico construyeron andenes para aumentar la cantidad de tierra cultivable. Los andenes también redujeron la amenaza de heladas, aumentó la exposición a la luz solar, controló la erosión y mejoró la absorción de agua y la aireación del suelo. La construcción y el uso de andenes para cultivos permitió que la agricultura en los Andes se expandiera hacia áreas climáticamente marginales. En algunas áreas, los camellones se usaban para muchos de los mismos propósitos que los andenes y también para facilitar el drenaje.
En la costa desértica fueron necesarias extensas obras de irrigación para la agricultura. La población de la costa estaba más especializada que la población de la sierra con comunidades de agricultores, pescadores, alfareros, tejedores y otros. En lugar de la autosuficiencia, el comercio era extenso entre los diversos productores. A diferencia de las tierras altas, los habitantes de las tierras bajas utilizaban conchas y oro como forma de dinero. Sin embargo, en las comunidades costeras prevaleció el mismo énfasis en la gestión colectiva y la reciprocidad que en los Andes. Las laderas orientales escasamente pobladas de los Andes disfrutaron de abundantes precipitaciones y temperaturas más cálidas que las tierras altas, pero también enfrentaron desafíos agrícolas como terrenos empinados. Esta región era importante por sus cultivos tropicales, plumas de aves, oro y madera.
Los incas transportaban productos agrícolas en caravanas de llamas. Por ejemplo, el maíz cultivado en un chacra estatal de Cochabamba era transportado primero al centro regional de Paria. Una parte se almacenaba allí y otra parte se transportaba a Cuzco.

## Alimentos

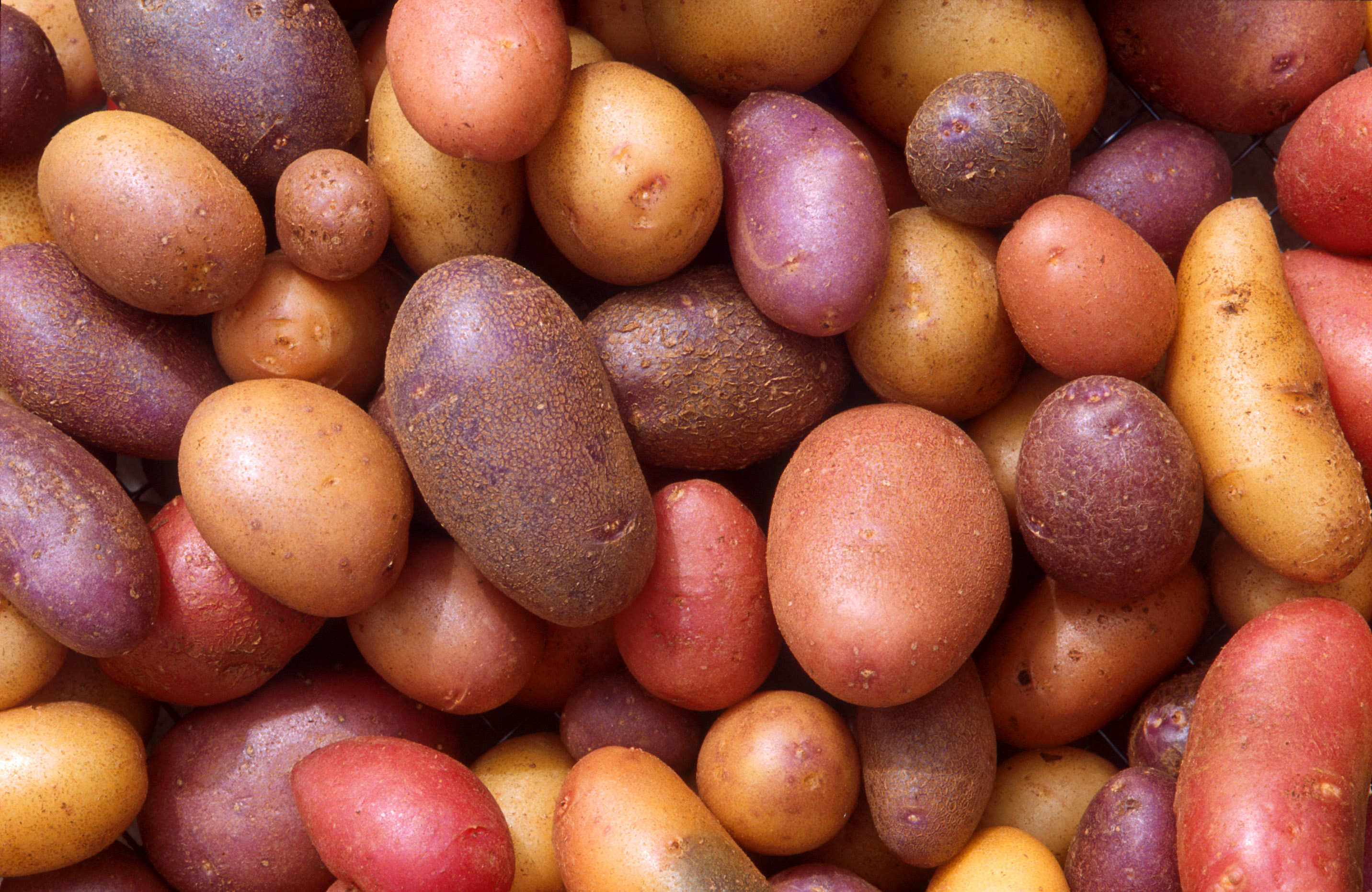
Los incas y sus antecesores cultivaron alrededor de 200 variedades de papas.

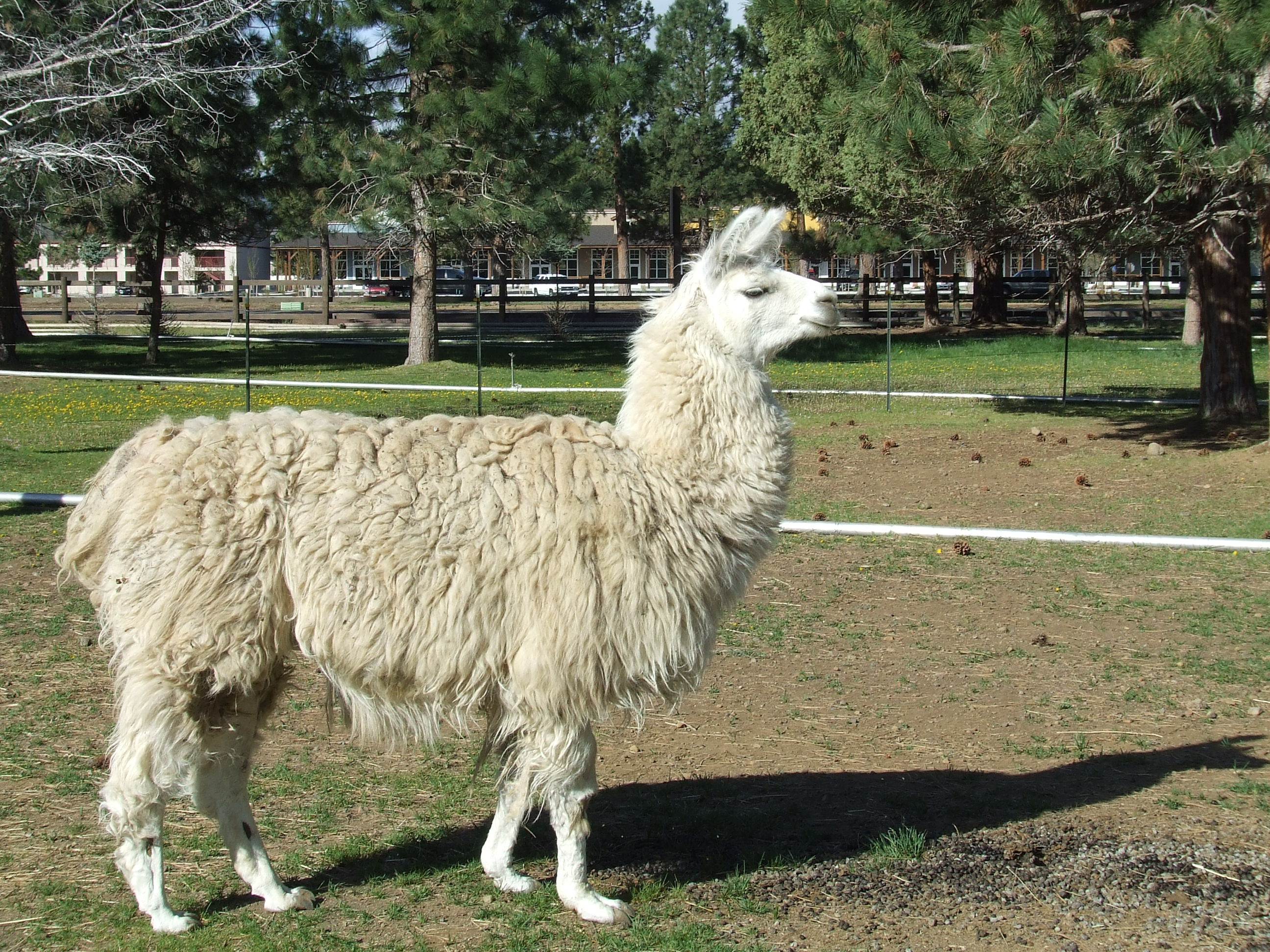
La llama era el animal de carga de los incas, pero no lo suficientemente grande como para montarla o usarla para arar los campos.

Un alimento básico que se cultiva desde aproximadamente los 1000 metros hasta 3900 metros de altura era la papa. La quinua se cultiva desde unos 2300 metros hasta los 3900 metros. El maíz era el cultivo principal que crece hasta una altura de 3200 metros comúnmente y 3500 metros en lugares favorables. El algodón era un cultivo importante cerca del Océano Pacífico y crecía hasta alturas de unos 1500 metros. En las laderas orientales de los Andes, la coca se cultiva a la misma altura y la yuca era un cultivo importante de las tierras bajas del Amazonas. También se cultivaron tubérculos como la oca, la mashua y la maca.
Además de estos cultivos básicos, los habitantes del Imperio incaico cultivaban una gran variedad de frutas, verduras, especias y plantas medicinales. Algunos de estos otros alimentos cultivados son el tomate, el ají, la palta y el maní. Muchos árboles frutales también se utilizaron en la producción agrícola. El tumbo se puede cultivar de 2000 a 3200 metros, la papaya serrana de 500 a 2700 metros, la naranjilla de 500 a 2300 metros y el aguaymanto de 500 a 2800 metros.

## Crianza de animales
El sistema agrícola incaico no sólo incluía una vasta superficie de cultivos, sino también numerosos rebaños, algunos de decenas de miles, de animales, algunos arrebatados por la fuerza a los pueblos conquistados. Estos animales eran las llamas y las alpacas, cuyo estiércol se utilizaba para fertilizar los campos de cultivo. Las llamas y las alpacas solían pastar en lo alto de los Andes, sobre tierras cultivables, a 4000 metros de altura e incluso más. Las llamas y las alpacas eran muy importantes para proporcionar «lana, carne, cuero, bienes muebles» y «transporte». Los incas también criaron y domesticaron patos y cuyes como otra fuente de carne. Esta variedad en la ganadería, especialmente llamas y alpacas, fue importante para la economía de los incas.

## Herramientas agrícolas

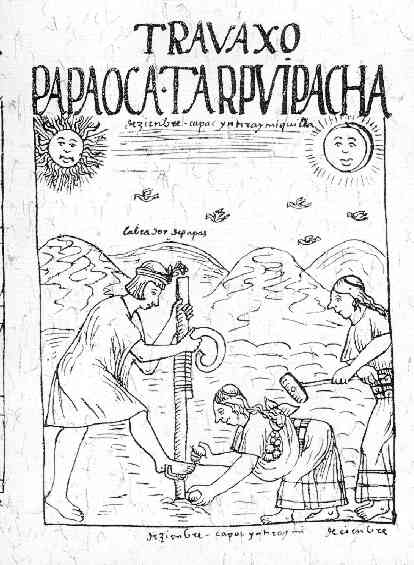
Ilustración de agricultores incas usando una chaquitaclla, por Felipe Guamán Poma de Ayala, 1616.

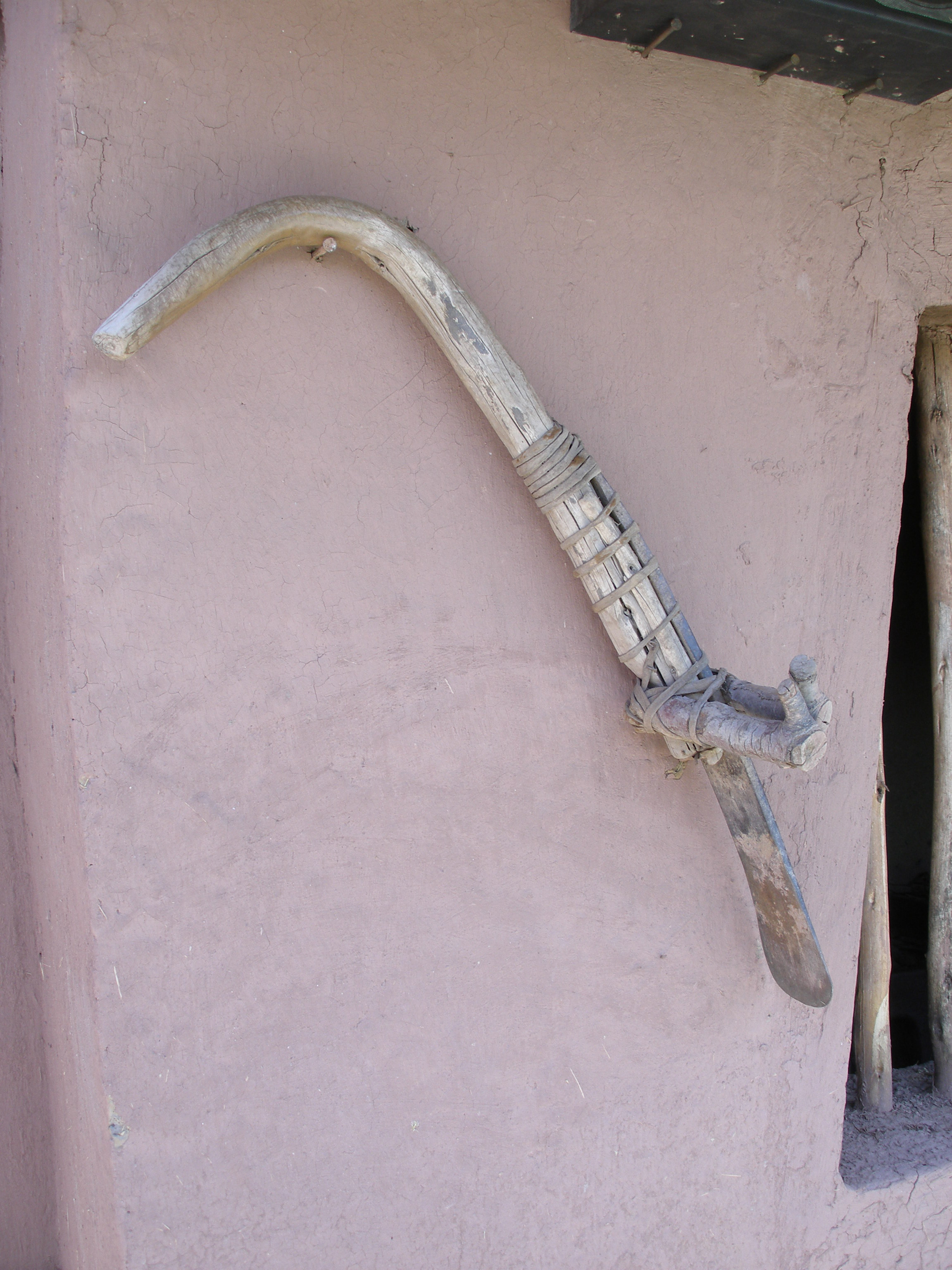
Una azada todavía utilizada por muchos pequeños agricultores en todo el Perú.

Los agricultores incas no tenían animales domesticados aptos para las labores agrícolas por lo que dependían de herramientas manuales. Estos estaban bien adaptados al terreno montañoso de los Andes y al área limitada de los andenes en las que a menudo construían y cultivaban. Las principales herramientas manuales utilizadas incluyen:
- Chaquitaclla,[23] un arado de pie de propulsión humana que consiste en un palo de madera con una punta curva y afilada, a menudo hecho de piedra o metal. En el extremo de este poste corría otro travesaño de madera, en el que el labrador puede poner su pie para hundirlo en la tierra y producir un surco.[24] Esta herramienta todavía se utiliza en los Andes para arar, sembrar y construir.[25]

- Raucana, un azadón con una fina lámina de madera de chachacoma, de no más de 40 cm. Se utilizaba para cosechar tubérculos, quitar malas hierbas y sembrar pequeñas semillas.[23]

- Huactana, un término quechua para un «destructor de terrones».[26]

La chaquitaclla, la raucana y la huactana fueron utilizados por los agricultores andinos durante miles de años.
Otras tecnologías utilizadas para producir alimentos incluyen muchas herramientas hechas con adoquines afilados, piedra o arcilla. Se usaba un mortero para moler los granos para luego usarlos en la cocina. Se utilizaban estufas de piedra y barro para cocinar alimentos sobre fuegos de leña o estiércol de llama. Generalmente hechas de adoquines, las herramientas agrícolas como la chaquitaclla, la raucana y la huactana se utilizaban para romper el suelo y facilitar la aireación y la plantación de semillas de cultivos.
La agricultura se celebraba con ritos y cantos. Equipos de siete u ocho hombres, acompañados por igual número de mujeres, trabajaban en fila para preparar los campos. Los hombres usaban la chaquitaclla, para romper el suelo. Las mujeres seguían, rompiendo los terrones y plantando semillas. Este trabajo estuvo acompañado de cantos, golpeando la tierra al unísono. Según un relato, los sacerdotes españoles encontraron las canciones tan agradables que las incorporaron a los servicios de la iglesia.

## Uso del suelo
Los agricultores incas aprendieron cómo utilizar mejor la tierra para maximizar la producción agrícola. Esto se expresó en el uso de andenes de piedra para evitar que el importante suelo andino se erosionara por la ladera de la montaña. Estas terrazas también ayudaron a aislar las raíces de las plantas durante las noches frías y a retener la humedad del suelo, lo que permitió que las plantas crecieran y produjeran por más tiempo en altitudes elevadas. Tipón fue un lugar en el Incanato que fue una propiedad para los nobles incas. Los muros de los andenes tenían entre 2 y 5 metros de altura. Los incas a menudo irrigaban estos andenes usando agua derretida de los glaciares cercanos. Los incas transportaban esta agua recién derretida a los campos de cultivo construyendo canales de riego para mover el agua y cisternas para almacenarla. Otro método que utilizaron los incas para ganar más tierras agrícolas fue drenar los humedales para llegar al suelo rico y fértil debajo de las aguas poco profundas. Los incas también entendieron el valor de la rotación de cultivos y sembraron diferentes cultivos en los mismos campos anualmente para reponer el suelo y producir mejores cosechas.

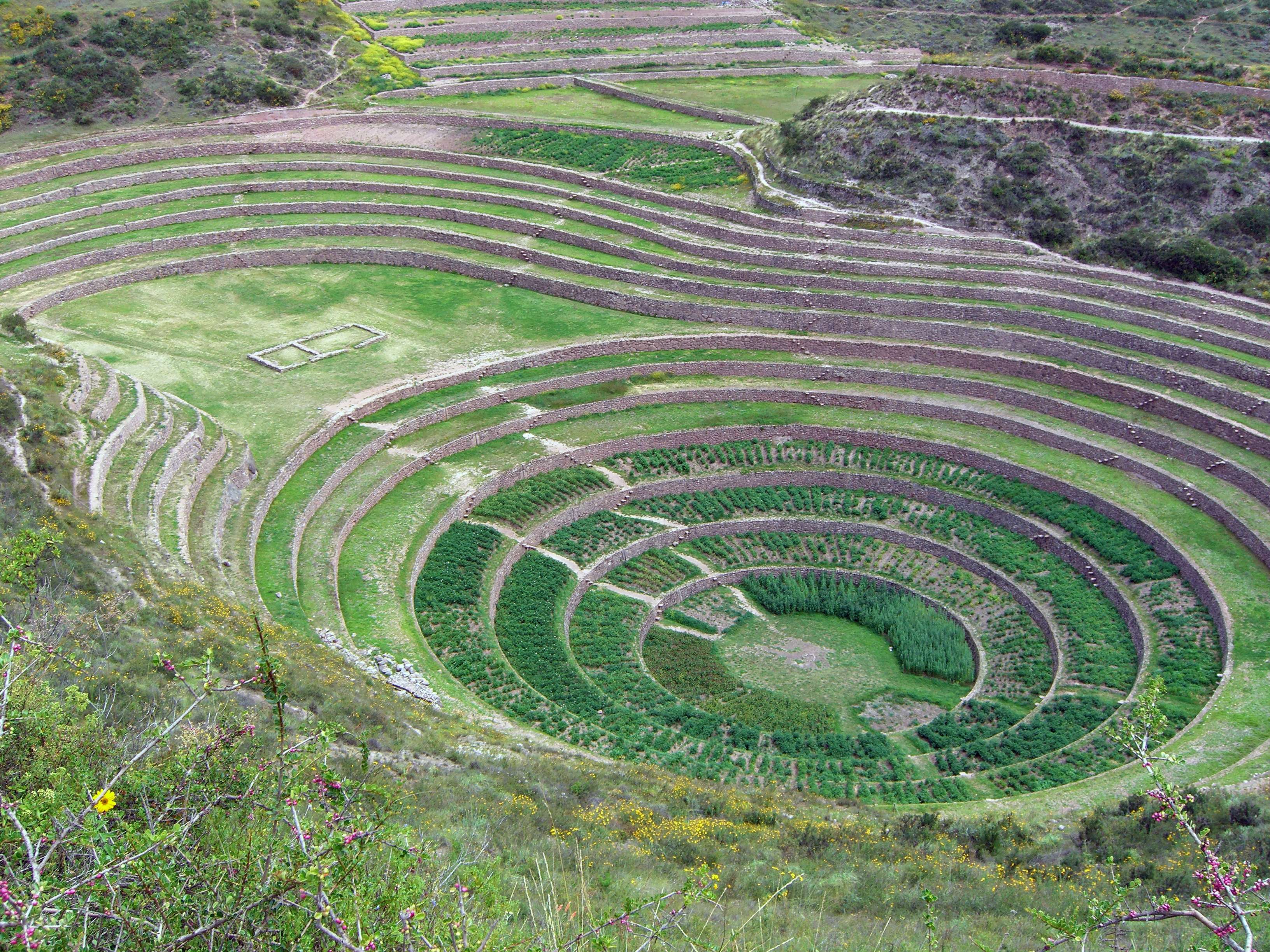
Andenes agrícolas incas en Moray.
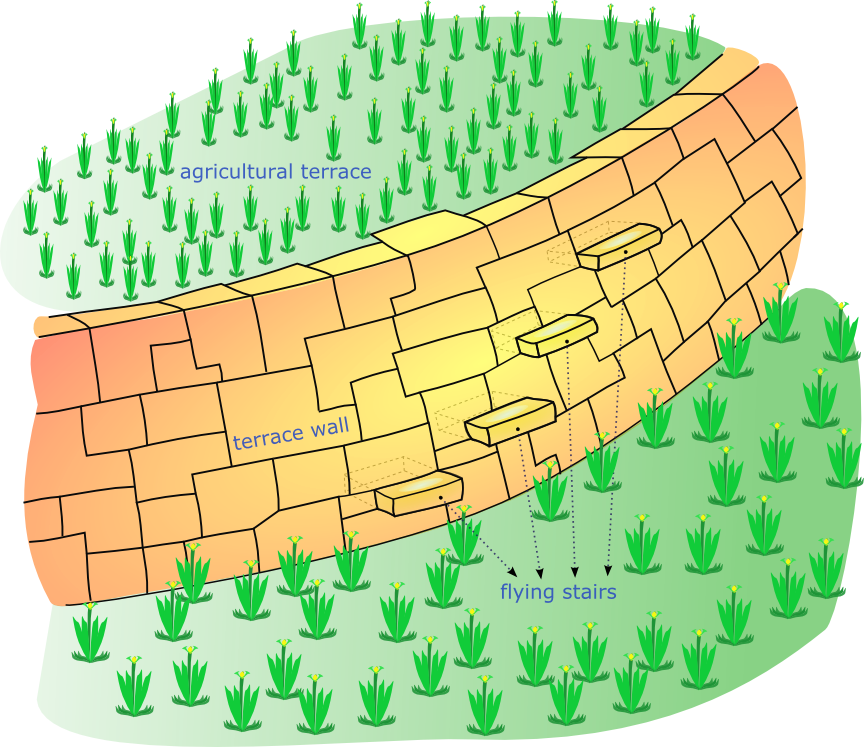
Ingeniería de riego de los andenes incaicos.
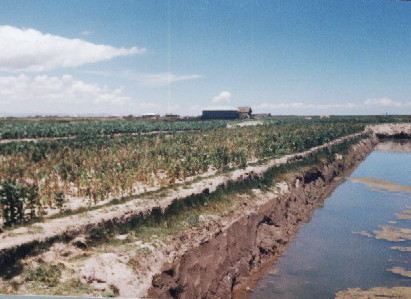
Camellones.
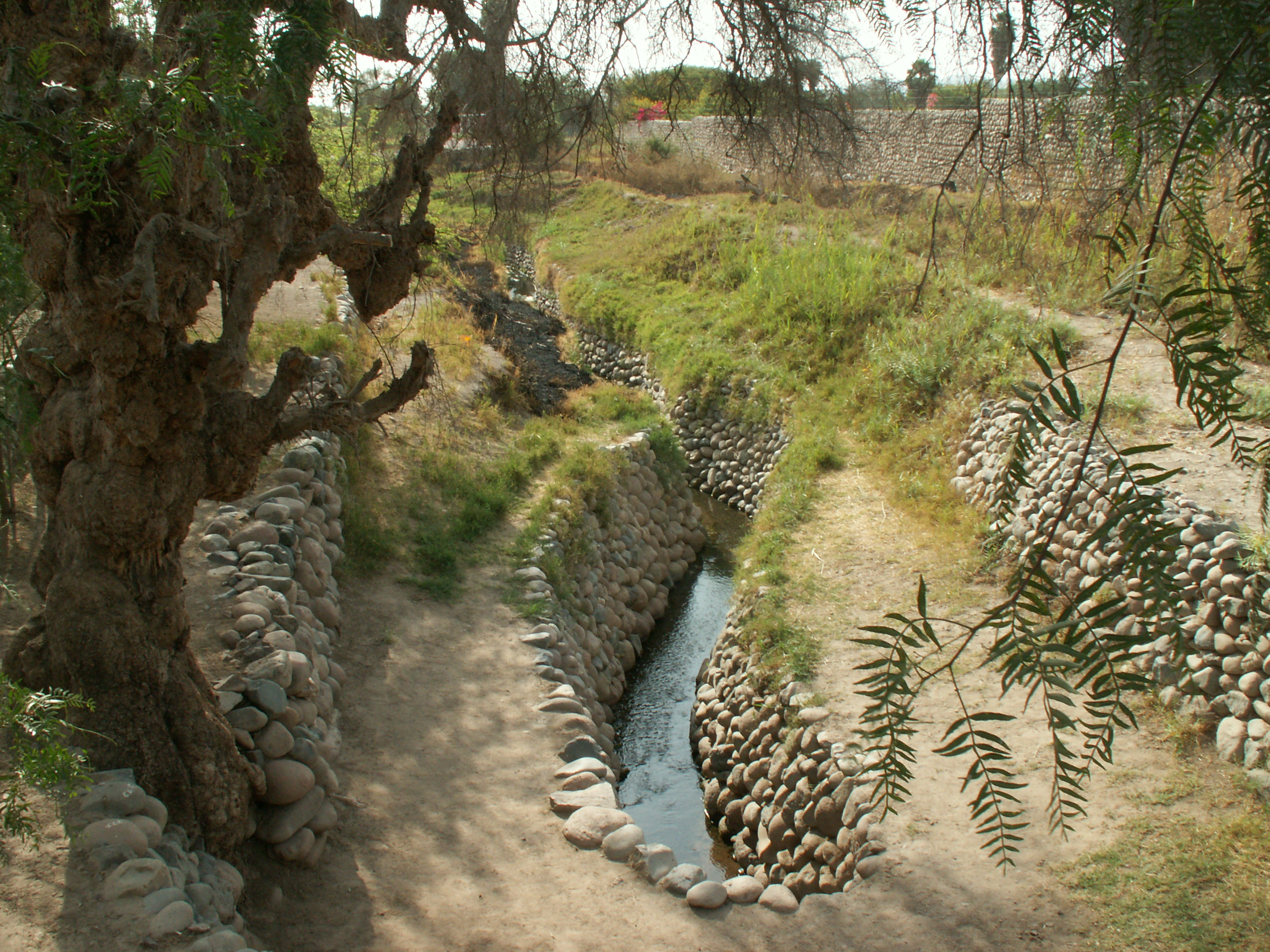
En las regiones desérticas, los cultivos se regaban mediante puquios aéreos y subterráneos.
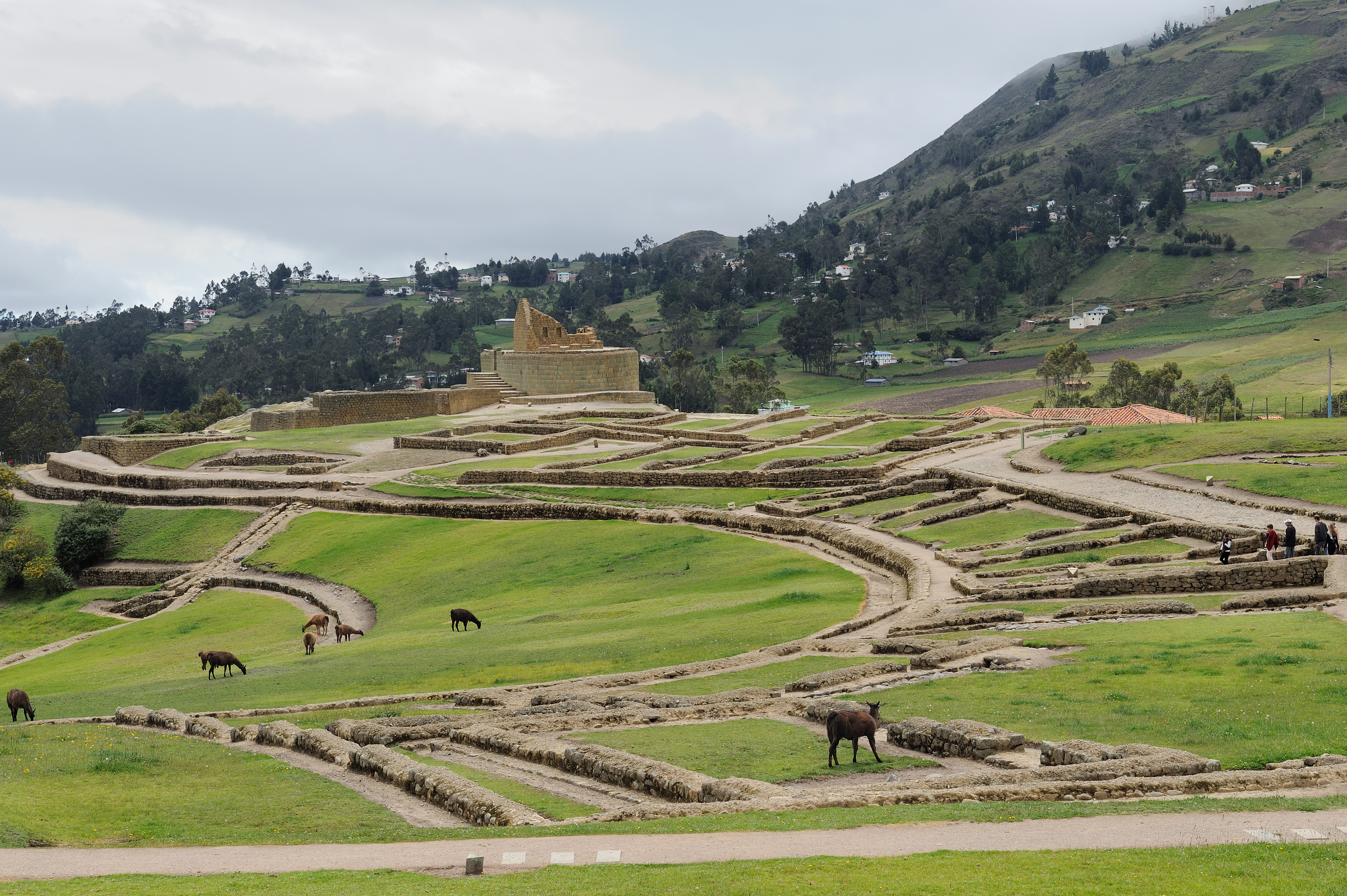
Llamas pastando en las ruinas de Ingapirca en Ecuador.
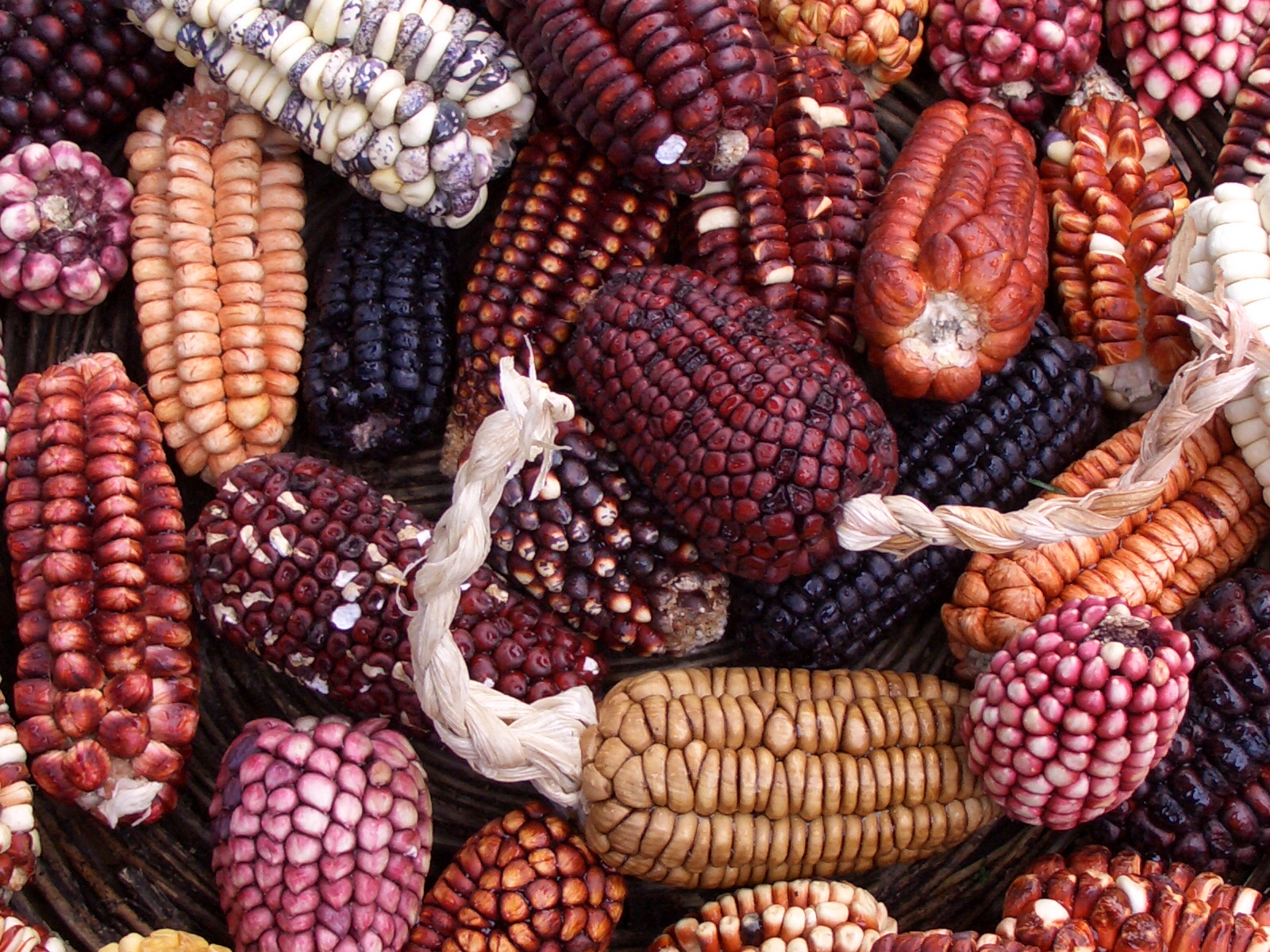
Maiz morado.